# Калинич, Николай Денисович
Николай Денисович Калинич (1909—1996) — участник Великой Отечественной войны, помощник командира взвода 60-го гвардейского кавалерийского полка (16-я гвардейская кавалерийская дивизия, 7-й гвардейский кавалерийский корпус, 61-я армия, Центральный фронт), гвардии старший сержант, Герой Советского Союза.

## Биография
Родился 25 августа 1909 года в селе Новобогдановка в крестьянской семье. Русский.
Жил в Ростове-на-Дону, работал столяром. Образование неполное среднее.
В Красной Армии с 1941 года. В боях Великой Отечественной войны с августа 1941 года. Помощник командира взвода гвардии старший сержант Николай Калинич 18 сентября 1943 года при наступлении на село Березна и деревню Бегач (Черниговская область, Украина) под сильным огнём противника со своим взводом первым ворвался в село и обеспечил занятие Березны и деревни Бегач другими подразделениями. 27 сентября Калинич Н. Д. со вторым отделением взвода в числе первых переправился на правый берег Днепра у деревни Нивки Брагинского района Гомельской области Белоруссии. Закрепившись на захваченном рубеже, вместе с бойцами обеспечивал форсирование реки подразделениями 60-го гвардейского кавалерийского полка.
После войны Н. Д. Калинич был демобилизован. Член ВКП(б)/КПСС с 1945 года. Жил в городе Ростов-на-Дону. До выхода на пенсию работал завхозом в электротехническом техникуме.
Умер 10 июля 1996 года, похоронен в Ростове-на-Дону.

Могила Калинича на Северном кладбище Ростова-на-Дону.

## Награды
- Указом Президиума Верховного Совета СССР «О присвоении звания Героя Советского Союза генералам, офицерскому, сержантскому и рядовому составу Красной Армии» от 15 января 1944 года за «образцовое выполнение боевых заданий командования на фронте борьбы с немецкими захватчиками и проявленными при этом отвагу и геройство» гвардии старшему сержанту Калиничу Николаю Денисовичу присвоено звание Героя Советского Союза с вручением ордена Ленина и медали «Золотая Звезда» (№ 3012)[1].
- Награждён также орденами Отечественной войны 1-й степени, Красной Звезды, а также медалями.

## Память
- Имя Калинича высечено на мемориальных досках вместе с именами всех 78-и Героев Советского Союза 112-й Башкирской (16-й гвардейской Черниговской) кавалерийской дивизии, установленных в Национальном музее Республики Башкортостан (город Уфа) и в Музее 112-й (16-й гвардейской) Башкирской кавалерийской дивизии (город Уфа).